# Unione Sportiva Lecce 1998-1999
Questa voce raccoglie le informazioni riguardanti l'Unione Sportiva Lecce nelle competizioni ufficiali della stagione 1998-1999.

## Stagione
Nella stagione 1998-1999 il Lecce disputa il campionato di Serie B e raccoglie 64 punti, collocandosi al quarto posto, che vale la promozione in Serie A. La squadra torna dunque subito nella massima serie, ben guidato dal veterano Nedo Sonetti. La promozione è colta sul filo di lana del campionato, con la vittoria (1-2) ottenuta a Verona contro il Chievo all'ultima giornata, nella volata finale contro Reggina e Pescara per ottenere la terza o quarta piazza. Verona e Torino avevano già guadagnato la promozione, mentre Reggina e Lecce la ottengono il 13 giugno 1999. Nel mercato invernale il Lecce cambia l'attacco, vendendo alla Reggiana Massimo Margiotta, che aveva già segnato 9 reti con i giallorossi e ne realizza altri 10 con i granata, e acquista Marcello Campolonghi dal Monza e Roberto Stellone dal Parma. I due nuovi innesti danno il proprio contributo  alla causa salentina con 8 reti, 2 il primo e 6 il secondo. 
Discreto è il percorso del Lecce nella Coppa Italia, dove al primo turno la compagine giallorossa supera il Monza, poi ai sedicesimi di finale il Piacenza, per poi essere eliminata agli ottavi di finale, battuta in entrambi gli incontri dalla Fiorentina.

## Divise e sponsor
Il fornitore di materiale tecnico per la stagione 1998-1999 è Asics, mentre lo sponsor di maglia è Banca del Salento.
| Casa | Trasferta | Terza divisa |

## Rosa
| N. |                     | Ruolo | Calciatore            |
| -- | ------------------- | ----- | --------------------- |
| 1  | Italia (bandiera)   | P     | Fabrizio Lorieri      |
| 2  | Italia (bandiera)   | D     | Carmelo Mancuso       |
| 2  | Italia (bandiera)   | D     | Marco Zamboni         |
| 3  | Italia (bandiera)   | D     | Martino Traversa      |
| 4  | Italia (bandiera)   | C     | Luigi Piangerelli     |
| 5  | Italia (bandiera)   | D     | Matteo Ferrari        |
| 6  | Italia (bandiera)   | D     | Cristiano Pavone      |
| 7  | Svizzera (bandiera) | A     | David Sesa            |
| 8  | Italia (bandiera)   | C     | Alessandro Conticchio |
| 9  | Italia (bandiera)   | A     | Massimo Margiotta     |
| 9  | Italia (bandiera)   | A     | Marcello Campolonghi  |
| 10 | Italia (bandiera)   | C     | Giuseppe Giannini     |
| 11 | Italia (bandiera)   | C     | Francesco Cozza       |
| 11 | Italia (bandiera)   | A     | Roberto Stellone      |
| 12 | Italia (bandiera)   | P     | Massimo Lotti         |
| 13 | Ghana (bandiera)    | C     | Mark Edusei           |
| 14 | Italia (bandiera)   | D     | Francesco Bellucci    |
| 15 | Ucraina (bandiera)  | A     | Serhij Atel'kin       |

| N. |                       | Ruolo | Calciatore             |
| -- | --------------------- | ----- | ---------------------- |
| 15 | Brasile (bandiera)    | A     | Esquerdinha            |
| 16 | Italia (bandiera)     | C     | Pier Giovanni Rutzittu |
| 17 | Italia (bandiera)     | A     | Cosimo Nobile          |
| 18 | Italia (bandiera)     | C     | Alessandro Doga        |
| 19 | Italia (bandiera)     | C     | Stefano Casale         |
| 20 | Italia (bandiera)     | A     | Alessandro Corallo     |
| 20 | Francia (bandiera)    | D     | Jean-Pierre Cyprien    |
| 21 | Italia (bandiera)     | D     | Stefano Rossini        |
| 21 | Italia (bandiera)     | C     | Giovanni Conversano    |
| 22 | Italia (bandiera)     | P     | Vincenzo Marruocco     |
| 23 | Italia (bandiera)     | D     | William Viali          |
| 24 | Italia (bandiera)     | C     | Manuele Blasi          |
| 25 | Italia (bandiera)     | A     | Alessandro Zinnari     |
| 26 | Italia (bandiera)     | D     | Marco De Braco         |
| 27 | Jugoslavia (bandiera) | C     | Dejan Govedarica       |
| 28 | Italia (bandiera)     | A     | Renato Greco           |
| 28 | Italia (bandiera)     | C     | Christian Cimarelli    |

## Calciomercato
Partenze
Stefano Rossini al Genoa da ottobre
Francesco Cozza alla Reggina da gennaio
Dejan Govedarica al RKC Waalwijk da gennaio
Alessandro Corallo alla Nocerina da ottobre
Serhiy Atelkin al Boavista da gennaio
Renato Greco al Monza da gennaio
Massimo Margiotta alla Reggiana da gennaio
Cosimo Nobile al Prato da gennaio
Arrivi
Christian Cimarelli dalla Reggiana da gennaio
Marcello Campolonghi dal Monza da gennaio
Esquerdinha dalla Joinville Santa Caterina da ottobre
Roberto Stellone dal Parma da gennaio

## Risultati

### Campionato

#### Girone di andata
| Arbitro: | Cardella (Torre del Greco) |

|              |           |  |
| Margiotta 3’ | Marcatori |  |

| Arbitro: | Pirrone (Messina) |

|  |           |                      |
|  | Marcatori | 26’ (rig.) Margiotta |

| Arbitro: | Paparesta (Bari) |

|  |           |                |
|  | Marcatori | 91’ A. Orlando |

| Andria 27 settembre 1998 4ª giornata | Fidelis Andria             | 0 – 0 | Lecce | Stadio degli Ulivi\| Arbitro: \| Cardella (Torre del Greco) \| |
| Arbitro:                             | Cardella (Torre del Greco) |       |       |                                                                |

| Arbitro: | Nucini (Bergamo) |

|          |           |             |
| Sesa 11’ | Marcatori | 55’ Parente |

| Arbitro: | Pirrone (Messina) |

|                      |           |               |
| Neri 79’ (rig.), 86’ | Marcatori | 29’ Margiotta |

| Arbitro: | Castellani (Verona) |

|                               |           |  |
| Margiotta 52’ (rig.) Sesa 74’ | Marcatori |  |

| Arbitro: | Bertini (Arezzo) |

|  |           |                            |
|  | Marcatori | 14’ Margiotta 95’ Giannini |

| Arbitro: | Pirrone (Messina) |

|  |           |                          |
|  | Marcatori | 37’ Italiano 85’ Guidoni |

| Arbitro: | Sirotti (Forlì) |

|                          |           |               |
| Bettoni 33’ Colacone 94’ | Marcatori | 43’, 59’ Sesa |

| Arbitro: | Nucini (Bergamo) |

|                        |           |               |
| Margiotta 21’ Sesa 48’ | Marcatori | 52’ Comandini |

| Arbitro: | Cardella (Torre del Greco) |

|  |           |           |
|  | Marcatori | 27’ Cozza |

| Arbitro: | Nucini (Bergamo) |

|  |           |          |
|  | Marcatori | 32’ Oddo |

| Arbitro: | Strazzera (Trapani) |

|                |           |              |
| Montalbano 25’ | Marcatori | 79’ Giannini |

| Arbitro: | Paparesta (Bari) |

|                                       |           |                        |
| Conticchio 67’ Casale 77’ (91), rig.’ | Marcatori | 72’ (rig.) M. Esposito |

| Arbitro: | Rossi (Ciampino) |

|                     |           |            |
| Caccia 48’ Doni 50’ | Marcatori | 29’ Casale |

| Arbitro: | Bertini (Arezzo) |

|            |           |  |
| Casale 15’ | Marcatori |  |

| Pescara 17 gennaio 1999 18ª giornata | Pescara                    | 0 – 0 | Lecce | Stadio Adriatico\| Arbitro: \| Cardella (Torre del Greco) \| |
| Arbitro:                             | Cardella (Torre del Greco) |       |       |                                                              |

| Arbitro: | Dagnello (Trieste) |

|                                  |           |                          |
| Cyprien 57’ Margiotta 76’ (rig.) | Marcatori | 45’ Marazzina 37’ D'Anna |

#### Girone di ritorno
| Arbitro: | Guiducci (Arezzo) |

|            |           |                                      |
| Artico 90’ | Marcatori | 20’ Stellone 47’ Conticchio 68’ Sesa |

| Arbitro: | Castellani (Verona) |

|                                            |           |               |
| Pecorari 8’ (aut.) Casale 27’ Stellone 37’ | Marcatori | 47’ Francioso |

| Arbitro: | Cardella (Torre del Greco) |

|              |           |  |
| Beghetto 78’ | Marcatori |  |

| Arbitro: | Fausti (Milano) |

|                 |           |  |
| F. Bellucci 97’ | Marcatori |  |

| Arbitro: | Cardella (Torre del Greco) |

|                                        |           |                   |
| Ferrante 31’ (rig.) Artistico 53’, 60’ | Marcatori | 62’ (rig.) Casale |

| Arbitro: | Strazzera (Trapani) |

|              |           |  |
| Giannini 55’ | Marcatori |  |

| Brescia 14 marzo 1999 26ª giornata | Brescia          | 0 – 0 | Lecce | Stadio Mario Rigamonti\| Arbitro: \| Rossi (Ciampino) \| |
| Arbitro:                           | Rossi (Ciampino) |       |       |                                                          |

| Arbitro: | Paparesta (Bari) |

|                         |           |                        |
| Casale 31’ Stellone 79’ | Marcatori | 34’ (rig.) Ghirardello |

| Arbitro: | Strazzera (Trapani) |

|                                                             |           |                |
| Guidoni 5’ Melis 34’ Italiano 38’ Cammarata 48’ Brocchi 58’ | Marcatori | 80’ Conticchio |

| Arbitro: | Bettin (Padova) |

|               |           |  |
| Cimarelli 28’ | Marcatori |  |

| Arbitro: | Rosetti (Torino) |

|                                                |           |              |
| Teodorani 45’ Comandini 47’ (rig.) Superbi 53’ | Marcatori | 38’ Stellone |

| Arbitro: | Dagnello (Trieste) |

|                                        |           |                         |
| Stellone 5’ Piangerelli 15’ Casale 55’ | Marcatori | 6’ Fabris 71’ Buonocore |

| Arbitro: | Nucini (Bergamo) |

|               |           |                 |
| Vignaroli 25’ | Marcatori | 15’ Piangerelli |

| Arbitro: | Serena (Bassano del Grappa) |

|                      |           |  |
| Campolonghi 70’, 78’ | Marcatori |  |

| Arbitro: | Pin (Conegliano) |

|                             |           |                     |
| Mora 25’ Schwoch 60’ (rig.) | Marcatori | 32’ Sesa 42’ Casale |

| Lecce 23 maggio 1999 35ª giornata | Lecce           | 0 – 0 | Atalanta | Stadio Via del Mare\| Arbitro: \| Sirotti (Forlì) \| |
| Arbitro:                          | Sirotti (Forlì) |       |          |                                                      |

| Arbitro: | Paparesta (Bari) |

|                |           |                                  |
| Centofanti 29’ | Marcatori | 12’ Stellone 85’ (rig.) Traversa |

| Arbitro: | Rossi (Ciampino) |

|  |           |           |
|  | Marcatori | 10’ Sullo |

| Arbitro: | Guiducci (Arezzo) |

|               |           |                          |
| Marazzina 90’ | Marcatori | 17’ Giannini 49’ Zamboni |

### Coppa Italia
| Arbitro: | Serena (Bassano del Grappa) |

|  |           |                       |
|  | Marcatori | 1’ Sesa 51’ Margiotta |

| Lecce 30 agosto 1998 Primo turno - ritorno | Lecce              | 0 – 0 | Monza | Stadio Via del Mare\| Arbitro: \| Tombolini (Ancona) \| |
| Arbitro:                                   | Tombolini (Ancona) |       |       |                                                         |

| Arbitro: | De Santis (Tivoli) |

|               |           |                             |
| Margiotta 89’ | Marcatori | 50’ Rastelli 55’ Rizzitelli |

| Arbitro: | Guiducci (Arezzo) |

|                          |           |                                          |
| Dionigi 37’ Stroppa 111’ | Marcatori | 17’ Conticchio 76’ Greco 104’ M. Ferrari |

| Arbitro: | Bazzoli (Merano) |

|               |           |  |
| Batistuta 82’ | Marcatori |  |

| Arbitro: | Bolognino (Milano) |

|  |           |                                                               |
|  | Marcatori | 59’ (rig.) Rui Costa 60’ Torricelli 80’ Edmundo 88’ Batistuta |